# Rýbnyky
Rýbnyky (ucraniano: Ри́бники) es un pueblo de Ucrania, perteneciente al municipio rural de Saranchuký, en el raión de Ternópil de la óblast de Ternópil.
En 2001, el pueblo tenía una población de 323 habitantes.
Se ubica en las afueras noroccidentales de Saranchuký, separado de la capital municipal por el río Zolota Lipa.

## Historia
Antes de su integración en el actual municipio de Saranchuký en 2017, el pueblo era sede de un consejo rural en el raión de Berezhany. El consejo rural incluía como pedanía a Nová Hreblia.